# Collema conglomeratum
Collema conglomeratum är en lavart som beskrevs av Hoffm. Collema conglomeratum ingår i släktet Collema och familjen Collemataceae.   Inga underarter finns listade i Catalogue of Life.